# アヴァ・ローズ
アヴァ・ローズ（Ava Rose、 1986年2月9日 - ）は、アメリカ合衆国のポルノ女優。アラスカ州出身。
妹はミア・ローズ。